# Krigsåret 1939

## Pågående krig
- Andra sino-japanska kriget (1937-1945)
  - Japan på ena sidan
  - Kina på andra sidan

- Andra världskriget (1939-1945)[1]
  - Tyskland och Sovjetunionen på ena sidan
  - Polen, Storbritannien, Frankrike på andra sidan

- Finska vinterkriget (1939-1940)[2]
  - Finland på ena sidan
  - Sovjetunionen på andra sidan

- Italienska invasionen av Albanien 7-12 april 1939.

- Rysk-japanska gränskonflikten 11 maj-16 september 1939.

- Spanska inbördeskriget (1936-1939)[2]

## Händelser

### Mars
- 14 - Jozef Tiso utropar Slovakiens självständighet.
- 15 - Tyskland annekterar "rest-Tjeckien" som protektoratet Böhmen-Mähren.
- 28 - Spanska inbördeskriget slutar med att Francisco Franco och hans anhängare vinner och tar över makten i Spanien.

### Maj
- 28 - 28.000 japanska soldater går över floden Charchin gol och ockuperar ett område som Sovjetunionen gjorde anspråk på.
- 30 - Den sovjetiske generalen Georgij Zjukov anfaller japanska trupper utanför byn Nomonhan och tvingar dem att dra sig tillbaka över floden Chalchin-Gol.
- 23 - Molotov-Ribbentrop-pakten

### September
- 1 - Tyskland anfaller Polen. Andra världskriget börjar. Massavrättningar av polacker i operation Tannenberg.
- 3 - Frankrike och Storbritannien förklarar Tyskland krig, till att börja låtsaskriget.
- 16 - Ett stilleståndsavtal slut mellan Ryssland och Japan efter gränsstriderna mellan Mongoniet och Manchuriet.
- 17 - Sovjetunionen invaderar Polen.

### November
- 30 - Sovjetunionen anfaller Finland i slaget vid Salla och Finska vinterkriget börjar.

### December
- 7 - Början av slaget vid Suomussalmi, som Finland vinner.
- 12 - Finsk seger över Ryssland i slaget vid Tolvajärvi.

### Fotnoter
1. ↑  ”World Statesmen”. http://www.worldstatesmen.org/WARS.html. Läst 28 juni 2011.
2. 1 2  ”Chronological List of All Wars”. Arkiverad från originalet den 9 oktober 2014. https://web.archive.org/web/20141009082543/http://www.correlatesofwar.org/COW2%20Data/WarData_NEW/WarList_NEW.pdf. Läst 29 juni 2011.